# Ada Nolde
Ada Nolde (* 20. September 1879 als Adamine Frederikke Vilstrup in Resen, Skodborg Herred, Ringkøbing Amt; † 7. November 1946 in Niebüll) war eine Dänin, die als erste Ehefrau des expressionistischen Malers Emil Nolde ihren Mann lebenslang „als Mittlerin zum äußeren Leben“ unterstützte. Besonders in den ersten Jahren ihrer Ehe diente sie ihm häufig als Modell.

## Leben

### Kindheit und Jugend
Ada Vilstrup wurde als siebtes von zehn Kindern des Pastors Christian Johan Lodberg Vilstrup (1817–1891) aus dessen zweiter Ehe mit Caroline Vilstrup geb. Tørsleff (1846–1911) im Pfarrhaus von Resen geboren. Kurz nach Adas Geburt zog die Familie nach Barløse um, wo ihr als stiller und freundlicher Mann beschriebener Vater 1880 eine neue Pfarrstelle antrat. Nach Ada, der jüngsten Tochter, wurden dort noch drei Söhne geboren. Wie ihre Geschwister erhielt sie eine von der Leidenschaft zur Musik, insbesondere der Oper, geprägte Ausbildung. Ihr Vater starb kurz vor ihrem zwölften Geburtstag. Zum Gedächtnis an seinen hundertsten Geburtstag schenkten seine zwölf Kinder der Kirche von Barløse 1917 einen siebenarmigen Leuchter.
Um 1900 lebte Ada in Kopenhagen, wo sie Schauspiel- und Musikunterricht nahm, unter anderem bei Herman Bang. Als Schauspielerin oder Sängerin hat sie aber vermutlich nie gearbeitet. In dieser Zeit hatte sie mehrere Verehrer, darunter Knud Rasmussen, der ihre musikalischen Interessen teilte.

### Hochzeit mit Emil Nolde
Mitte 1901 lernte sie ihren späteren Ehemann kennen, einen bis dahin weitgehend unbekannten Maler, der sich in der dänischen Kunstszene Anregungen holen wollte und deshalb in Kopenhagen ein Atelier eingerichtet hatte. Ada erkannte in ihm bald das „Genie, noch ganz unerkannt“, das zu fördern und zu Anerkennung zu bringen sie sich berufen sah. Nach viermonatiger Verlobungszeit heiratete sie am 25. Februar 1902 den zwölf Jahre älteren Hans Emil Hansen, der im Zusammenhang mit der Hochzeit seinen eigentlichen Familiennamen ablegte und sich fortan nach seinem Geburtsort „Emil Nolde“ nannte. Die kirchliche Trauung fand in der nur fünf Jahre zuvor im Jugendstil errichteten St.-Lukas-Kirche in Frederiksberg nahe Kopenhagen statt. Kurz nach der Hochzeit erkrankte Ada schwer. Ihr Onkel, Propst Henrik Stampe Vilstrup (1835–1908) in Borris, umsorgte sie, während sie monatelang im Krankenhaus in Viborg lag. Das Doppelporträt, das Nolde in dieser Zeit von ihr und ihrem Onkel malte, ist das erste von vielen Bildnissen, das er von Ada anfertigte. Ada erholte sich nie ganz von ihrer Krankheit.

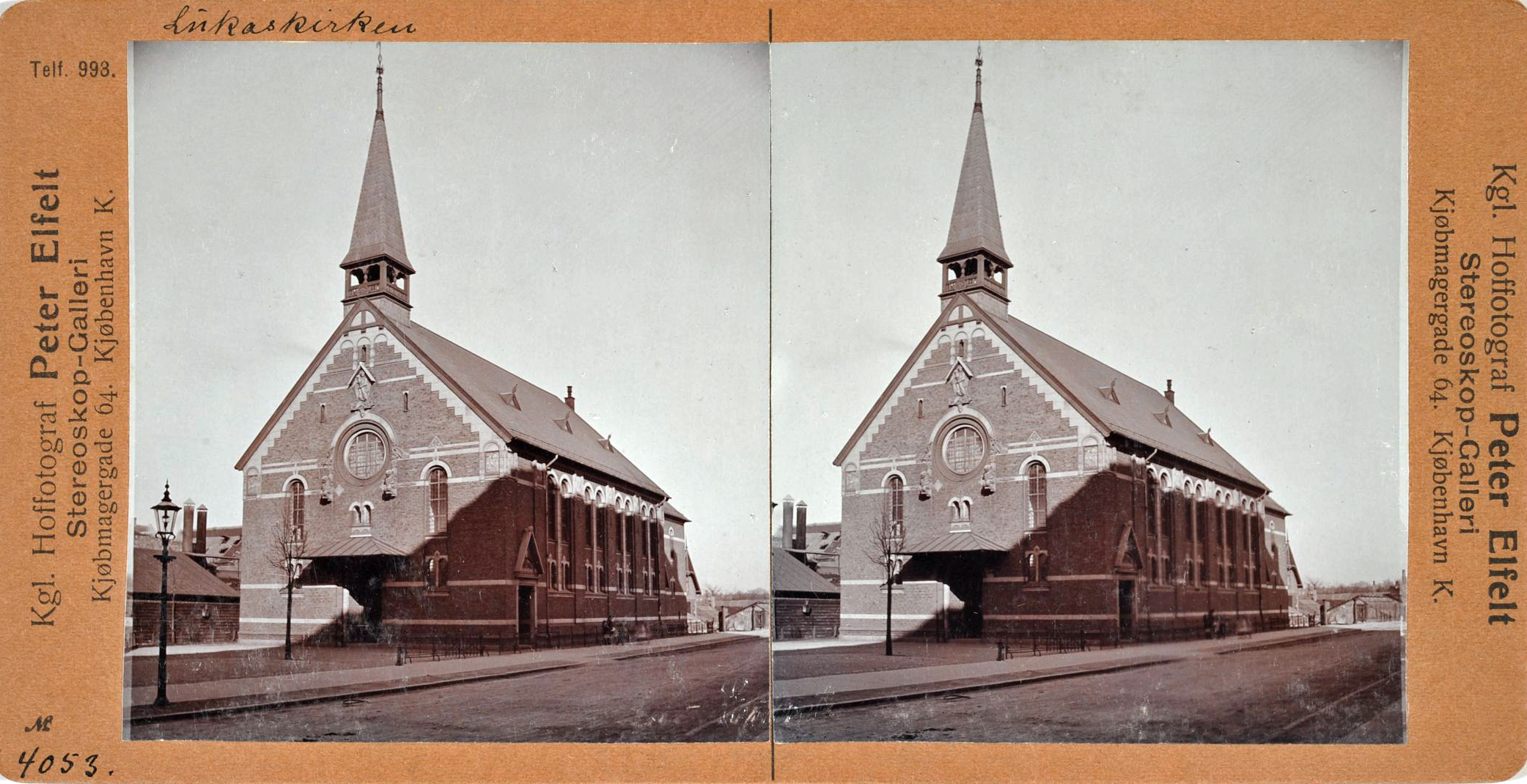
Die St.-Lukas-Kirche in Frederiksberg, die Hochzeitskirche der Noldes, um 1900

Das Paar lebte in den ersten Ehejahren recht ärmlich, winters in Berlin in der Tauentzienstraße 8 und im Sommer in einer Fischerhütte in Guderup auf Alsen, oft angewiesen auf finanzielle Unterstützung durch Familie und Freunde. Während Emil Nolde, beflügelt von der neuen Liebe, wie besessen malte, widmete Ada sich der Förderung der Kunst ihres Ehemannes und versuchte ihr zur Anerkennung zu verhelfen. Ein Jahr nach der Hochzeit wurde Nolde Mitglied der Schleswig-Holsteinischen Kunstgenossenschaft und nahm mehrmals an deren Ausstellungen teil. Obwohl seine Bilder bei den Ausstellungen durchaus positiv erwähnt wurden, blieb der finanzielle Erfolg zunächst aus. Immerhin konnte Ada 1904 ihm über ihren Onkel Propst Vilstrup den Auftrag vermitteln, für die Kirche von Ølstrup bei Ringkøbing ein Altarbild, Middag i Emmaus, zu malen, das den Augenblick festhält, in dem die Jünger Jesus erkennen. Obwohl Nolde in den folgenden Jahren weitere Gemälde zum Leben Jesu schuf, blieb es sein einziges Altarbild. Adas Versuch, im selben Jahr in Berlin als Varietékünstlerin zu reüssieren, scheiterte. Sie erlitt einen Zusammenbruch. Eine beschwerliche Italienreise, die das Ehepaar kurz danach bis nach Taormina führte, verschlechterte ihren Gesundheitszustand. Den Rest ihres Lebens musste die häufig kranke Ada immer wieder viele Wochen in verschiedenen Sanatorien oder Krankenhäusern verbringen. Trotzdem unternahm sie mit ihrem Mann immer wieder längere Reisen.

### Künstlergattin
In den folgenden Jahren reiste Ada zu bekannten Kunstsammlern, um ihnen Bilder ihres Mannes vorzuführen. Auch die Aufenthalte in den Sanatorien nutzte sie, um Kontakte zu knüpfen, die der Kunst ihres Mannes zu mehr Bekanntheit verhelfen sollten. Dabei half ihr die Aufmerksamkeit, die die zerbrechlich wirkende junge Frau mit ihrem extrovertierten Wesen und ihren extravaganten, selbst entworfenen Reformkleidern auf sich zog. Der erste Erfolg stellte sich ein, als sie Anfang 1906 das Bild Frühling im Zimmer aus dem Jahr 1904, auf dem Ada im geblümten Kleid lesend am Tisch dargestellt ist, an Karl Ernst Osthaus verkaufen konnte. Nur wenige Tage später schloss das Ehepaar Bekanntschaft mit dem Mäzen und Kunstsammler Gustav Schiefler und dessen Frau Luise, die ihnen bereits beim ersten Besuch drei Grafiken abkauften. Mit dem Ehepaar Schiefler und später auch mit dessen Kindern verband Ada und Emil Nolde fortan eine vierzig Jahre dauernde Freundschaft, die sich in über 700 erhaltenen Briefen widerspiegelt. Ada Nolde unterstützte besonders Schieflers Tochter Johanna in deren Wunsch nach eigener kunstgewerblicher Tätigkeit und beruflicher Unabhängigkeit. 1921 wurde Marianne, Johannas Tochter mit ihrem Ehemann, dem Arzt Otto Beyse, in Noldes Berliner Wohnung geboren. Ada Nolde wurde Patin.

Emil und Ada Nolde, Erich Heckel und Ernst Ludwig Kirchner bei der Vorbereitung eines Holzschnittes (Zeichnung von Kirchner)

Noldes wachsende Bekanntheit führte im Februar 1906 zur Einladung in die Künstlergruppe „Brücke“. Ada konnte den anfangs skeptischen Emil vom Beitritt überzeugen. Sie schlug den „Brücke“-Mitgliedern vor, eine passive Mitgliedschaft einzuführen, deren Inhaber als Jahresgabe Originalgrafiken erhalten sollten, und wurde selbst passives Mitglied. Im Sommer 1906 hielt sich Karl Schmidt-Rottluff auf Einladung von Ada Nolde mehrere Wochen auf Alsen auf. Ihn und auch Erich Heckel traf sie 1907 bei einem Aufenthalt in einem Dresdner Sanatorium. Aus der engen Freundschaft zwischen ihr und Schmidt-Rottluff wurde zumindest von seiner Seite eine Verliebtheit, von der erhaltene Briefe zeugen. Doch nach seiner Kritik an der Kunst ihres Mannes brach Ada Nolde den Kontakt ab. Ähnlich entwickelte sich das Verhältnis zu Heckel. Nachdem sie die Verehrung der etwas jüngeren Männer anfangs genossen hatte, fehlte ihr bald die Wertschätzung ihrer Person und ihrer organisatorischen und künstlerischen Fähigkeiten. Nolde trat nach 21 Monaten im November 1907 aus der „Brücke“ aus, nicht nur wegen des allzu engen Verhältnisses der jungen Künstler zu seiner Frau, sondern auch, weil er sich durch die „Brücke“-Gemeinschaft künstlerisch eingeschränkt sah. Ada blieb dagegen bis 1910 passives Mitglied.

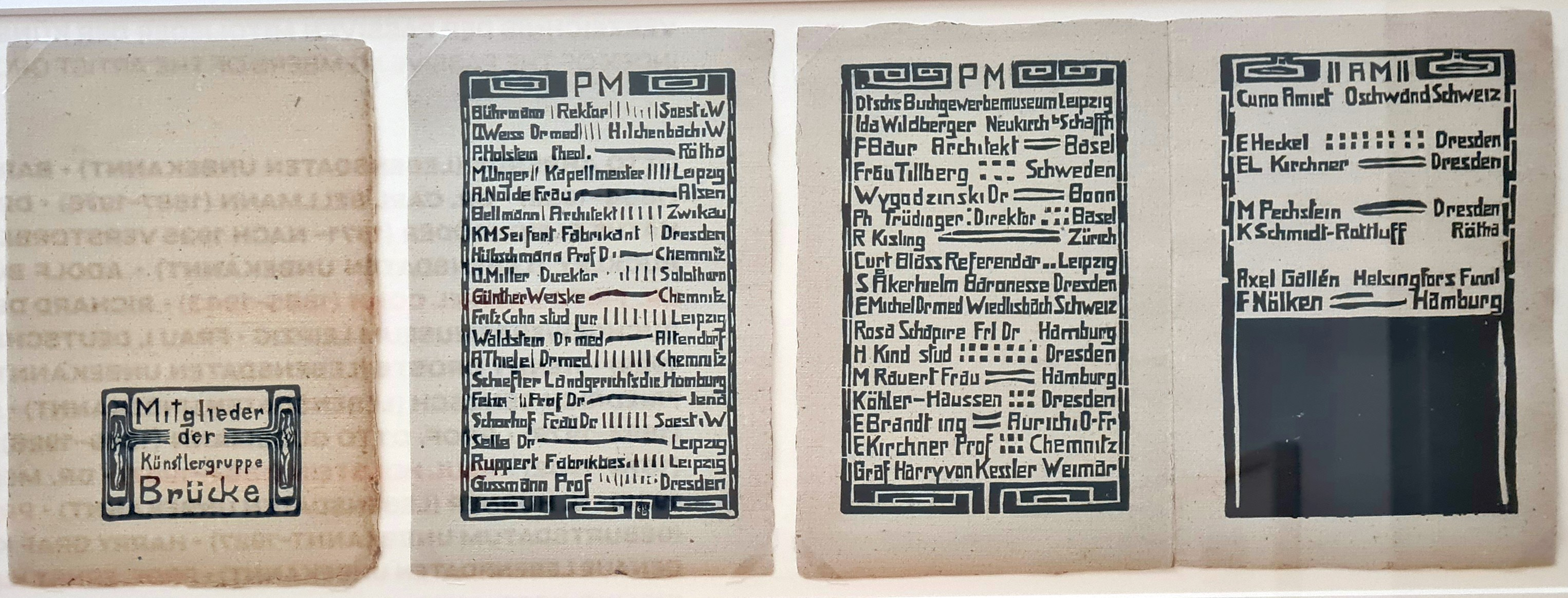
Das Mitgliedverzeichnis der Brücke von 1909 führt „A. Nolde Frau“ als passives Mitglied (PM) auf

Außer durch Kontaktaufnahme und -pflege unterstützte Ada Nolde ihren Mann auch durch praktische Mitarbeit: Als Sekretärin führte sie den Großteil seines Briefwechsels, korrespondierte mit Sammlern und Museen und erstellte genaue Verzeichnisse seiner Werke. Zudem vergoldete sie eigenhändig die Rahmen seiner Gemälde. Sie eignete sich auch Fähigkeiten als Druckerin an, so dass sie die Radierungen ihres Mannes auf einer eigenen Druckerpresse vervielfältigen konnte. Nach seinen Entwürfen stellte sie Textilien am Webstuhl her, die sie bei Kunstgewerbeschauen ausstellte und verkaufte. Ihre musikalische Begabung vernachlässigte sie dagegen, denn zusätzlich zu aller übrigen Arbeit oblag ihr auch die Pflege von Haus und Garten.

Landungsbrücke von Herbertshöhe (vor 1910)

### Neuguinea-Expedition
1913/14 begleiteten sie und ihr Mann als inoffizielle Teilnehmer die Medizinisch-demographische Deutsch-Neuguinea-Expedition, über die sie Tagebuch führte.
Ada ermöglichte es Gertrud Arnthal (1890–1914), der Nichte von Eduard Arnhold, als Krankenschwester und zweite Frau der Reisegesellschaft mitzureisen. Ada selbst dokumentierte die Reise fotografisch. Die Reise begann am 2. Oktober 1913 in Berlin. Nach „kaum 50 Stunden Fahrt“ mit der Eisenbahn war Moskau erreicht, wo Ada vor allem der Kreml und dort besonders „unbeschreibliche fantastische Kuppeltürme“ und „die sehr schoenen Fliesenoefen“ beeindruckten. Am Abend ging es mit dem „sibirischen Zug“ durch Sibirien weiter. Erster Zwischenhalt war die alte Kaiserstadt Mukden, die 1905 von den „Japsen“ erobert worden war und Ada Nolde als trostloses Nest erschien. Sie bedauerte die Männer, die in der staubigen Luft die Rikschas zogen. „Aber was werden ein par Menschen mehr oder weniger bedeuten in China! Weniger als ein Huhn hier, sie haben ja 430 Millionen Einwohner.“
„Ssaul“ in Korea dagegen entzückte sie. Nach der Besichtigung der Königsgräber und der Bahnfahrt durch die koreanische Halbinsel reisten sie mit dem Dampfer nach Japan. Dort bestaunte sie die Rollbilder und das Licht, das die mit Papier bespannten Schiebewände in den traditionellen Häusern erzeugten. Die Reisenden unternahmen Ausflüge ins Land und besuchten auch eine Theatervorführung und verschiedene Tempel. In Peking besichtigten sie die Verbotene Stadt, die Minggräber und die Chinesische Mauer, zu der sie auf Eseln ritten. Im Zug ging es weiter nach Hankau, wo ihnen ein Verwandter des Mitreisenden Eduard Arnhold, Inhaber einer Export-Firma am Yangtse-Hafen, den Reichtum des Landes vorführte. In ihrem Bericht schilderte Ada Nolde aber auch immer wieder entsetzt das Elend der armen Bevölkerung. Per Schiff setzte die Gesellschaft die Reise nach Shanghai und von dort auf der Prinz Eitel Friedrich nach Hongkong fort.
Mit der Überfahrt auf der Prinz Waldemar in die „deutschen Schutzgebiete“ nach Deutsch-Neuguinea „fängt erst unsere eigentliche Reise an“. In Manila erholten sich die Reiseteilnehmer von der Seekrankheit. Schließlich erreichten sie mit Friedrich-Wilhelmshafen ihr Ziel Neuguinea. 

„Wir … bekamen einige ganz wilde Stämme … an Bord, und es war für mein Mann das herrlichste Material, was er sich wünschen konnte. … Sie waren von einer Expedition mit gebracht worden … Ganz unverfälscht aus ihrem Urwald sassen sie da.“

In einem Haus bei Rabaul gewöhnten sie sich an das Klima und lernten die Umgebung kennen. Begeistert beschrieb Ada Nolde die vielfältigen Früchte und Blumen. Erdbeben und die heftigen Gewitter ängstigten sie dagegen. Im Januar 1914 begann dann die Expedition zu Pferde durch den Urwald ins Innere des Landes. Emil Nolde malte die Menschen, während die Ärzte sie untersuchten und Ada fotografierte. Auf dieser Expedition erkrankte Nolde so schwer, dass er ins Krankenhaus in Herbertshöhe eingeliefert werden musste. Die Noldes wurden von der Reisegesellschaft zurückgelassen und hatten damit Zeit, Land und Leute kennenzulernen und zu malen.
Zurück reisten sie über Java. Dort erlebten sie eine Theateraufführung mit Schattenspielfiguren und Gamelan-Orchester sowie eine Hochzeit. Von Singapur aus fuhren sie mit dem Zug durch Burma, besichtigten Mandalay und eine von Engländern betriebene Zinnmine. Mit dem Reichspostdampfer Derfflinger setzten sie ihre Reise von Penang über Ceylon durch den Suezkanal fort. In Port Said überraschte sie der Ausbruch des Ersten Weltkriegs. Die Derfflinger wurde festgehalten. Nach mehreren Tagen nahm ein neutrales, holländisches Schiff sie mit, mit dem sie nach Genua gelangten und von dort über die Schweiz und Berlin nach Alsen zurückkehrten. Ihre mit Reiseandenken gefüllten Koffer und Kisten wurden beschlagnahmt und fanden nur unvollständig und nach langer Zeit den Weg nach Alsen.
Ada Nolde arbeitete ihre Tagebuchnotizen zu einem Vortrag aus. Der geplante Vortrag vor Schülern höherer Klassen kam aber „wegen der Kriegsgeschehnisse … nicht zur Ausführung“, so Emil Noldes handschriftliche Notiz über dem Typoskript. Direkt nach der Rückkehr im Oktober 1914 hatte das Reichskolonialamt seine Zustimmung gegeben unter der Voraussetzung, dass „Sie sich dabei aller politischen Aeusserungen enthalten“, das Königliche Landratsamt von Sonderburg untersagte den Vortrag im März 1915 jedoch ganz.

### Seebüll

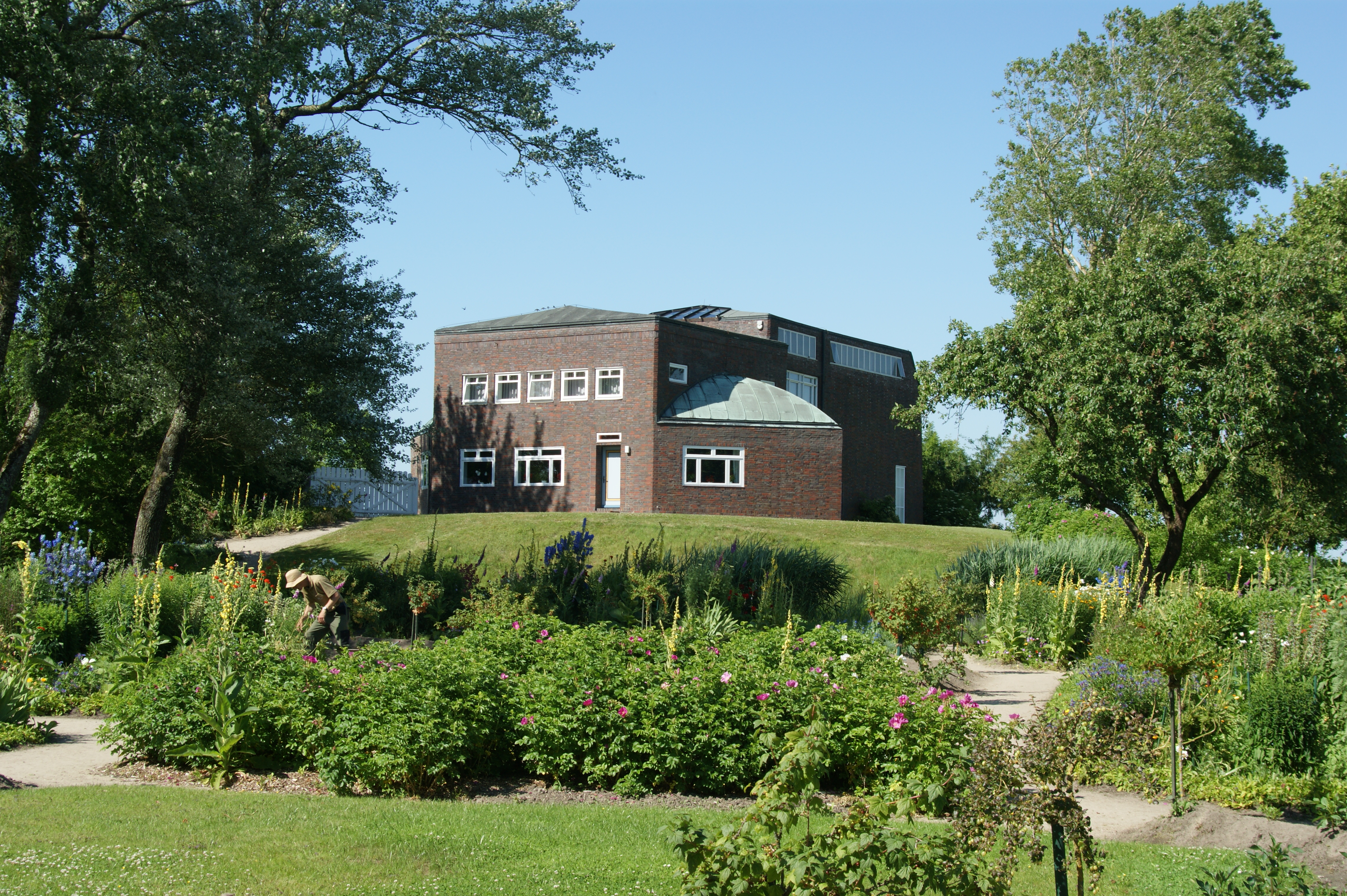
Haus und Garten Seebüll
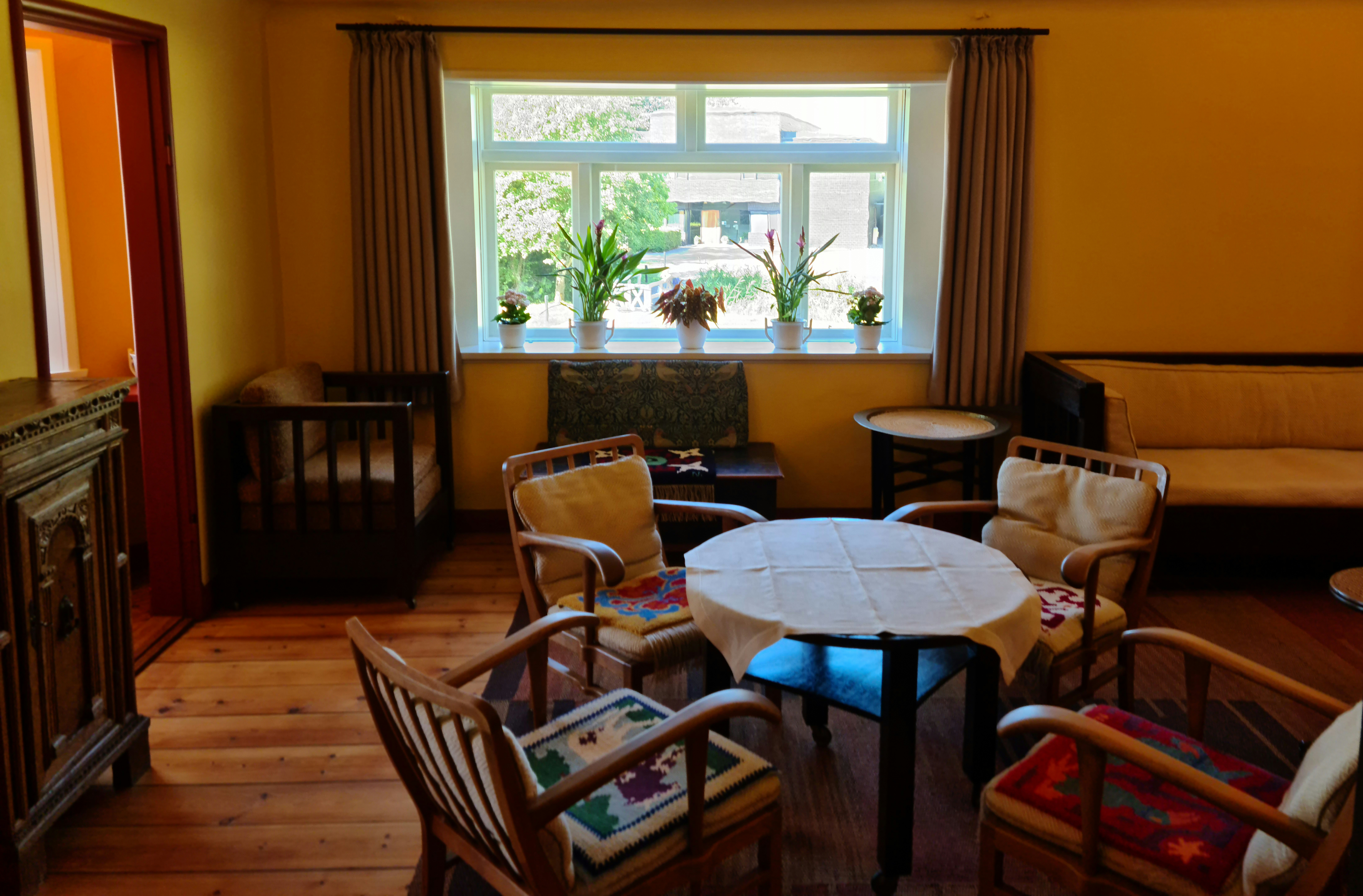
Wohnzimmer mit von Ada Nolde gewebten Kissen
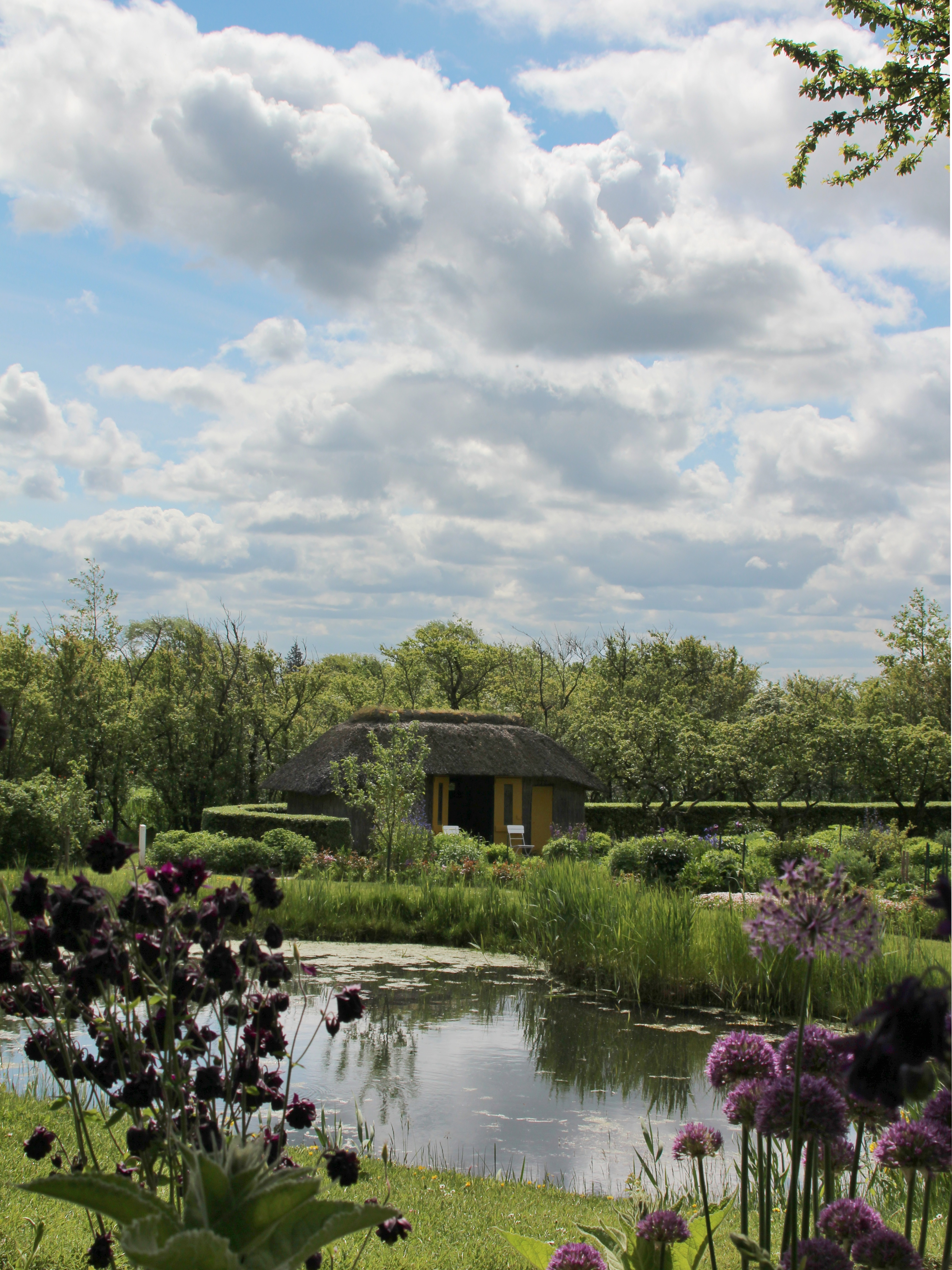
Gartenhaus Seebüllchen

Schon vor dem Aufbruch nach Neuguinea hatten die Noldes ein Reetdachhaus auf der Utenwarf bei Tondern erworben, das sie zunächst instand setzen wollten. Bedingt durch den Kriegsausbruch bezogen sie das reparaturbedürftige Haus bereits 1916 und überstanden dort die letzten Kriegsjahre als Selbstversorger. Da ihr nördlich des Grenzflusses Vidå gelegenes Haus nach der Volksabstimmung in Schleswig 1920 in Dänemark lag, nahm auch Emil Nolde die dänische Staatsangehörigkeit an, die beide behielten, auch als sie 1926 eine unbebaute Warft bei Neukirchen in Nordfriesland etwas südlich der Grenze erwarben. Dort ließen sie bis 1930 ihr als Gesamtkunstwerk geplantes Haus Seebüll von dem Architekten Georg Rieve errichten. Ada überwachte den Bau, während Emil auf Sylt malte. Wie schon zuvor in Guderup und Utenwarf legten sie einen Garten an, bei dem die Wege die Initialen A und E nachzeichnen. Im reetgedeckten Gartenhaus „Seebüllchen“ tippte Ada Noldes Manuskripte seiner Autobiographie ab.

### Drittes Reich und Tod
Eine antisemitische Einstellung zeigte sich bei Ada Nolde schon 1910, als die Freundschaft mit der der Brücke nahestehenden Kunsthistorikerin und Mäzenin Rosa Schapire angeblich an dem „Fremden, Jüdischen“ zerbrach. Diese Aversion gegenüber dem Judentum wurde durch die Ablehnung von Noldes Kunst durch die Berliner Secession unter Max Liebermann und Paul Cassirer verstärkt, die die Noldes als eine seiner Kunst feindlich gegenüber stehende „jüdisch dominierte Kunstszene“ erlebten. Als „Fanatikerin für die deutsche Sache“ zeigte sich Ada Nolde auch während des Ersten Weltkrieges.
Früh begeisterte das Ehepaar sich für den Nationalsozialismus und dessen judenfeindliche Ziele. Emil Nolde entwarf 1933 einen „Entjudungsplan“. Er distanzierte sich vom Christentum, weil dieses auf jüdischen Wurzeln beruhe, und beschäftigte sich auf Anregung seiner Frau hin mit den nordischen Sagen. Obwohl seit 1920 dänischer Staatsbürger, wurde Nolde 1934 Mitglied der Nationalsozialistischen Arbeitsgemeinschaft Nordschleswigs, die 1935 der NSDAP gleichgeschaltet wurde. Ada Nolde sah ihren Mann bereits als „Maler der Bewegung“. Über ihre Freundin Gertrud Stickforth, die Witwe von Karl Ernst Osthaus, knüpfte sie Kontakte zu nationalsozialistisch gesinnten Sammlern wie Ernst Hanfstaengl. Zudem suchte sie Beziehungen zu führenden NSDAP-Politikern. Dabei schien sie zunächst Erfolg zu haben.
Die Ablehnung von Noldes Kunst durch den von ihr sehr verehrten Adolf Hitler persönlich traf sie hart. Dass das Leben Christi, das der „deutscheste, germanische, treueste Künstler“ 1911/12 geschaffen hatte, in der Ausstellung Entartete Kunst gezeigt wurde, erschütterte sie. 1938 verfasste sie Beschwerdebriefe u. a. an die Flensburger Nachrichten, die Nolde in einem Atemzug mit jüdischen Künstlern genannt hatte, und verwies dabei auf Noldes Parteimitgliedschaft. Der Protest hatte insofern Erfolg, als Noldes Bilder 1939 aus der Ausstellung Entartete Kunst herausgenommen wurden. Adas Bruder Aage Vilstrup (1885–1953) konnte als Kunsthändler in Kopenhagen mehrere aus Museumsbesitz als „Entartete Kunst“ beschlagnahmte Bilder erstehen. In einem Brief an Hitler 1940 betonte das Ehepaar Nolde den Kampf gegen die „jüdisch dominierte Kunstszene“.
Nach dem 1941 ausgesprochenen Berufsverbot versuchten Ada und Emil Nolde auf einer Reise nach Wien 1942 vergeblich, Baldur von Schirach zum Einlenken zu bewegen. Briefe, die die bereits seit Jahren an Herzinsuffizienz leidende Ada während ihrer mehrmonatigen Aufenthalte im Eppendorfer Krankenhaus 1942 und 1943 mit ihrem Mann wechselte, zeigen, dass beide trotz aller Ablehnung am Hass auf das Judentum und ihrer Begeisterung für den Krieg, den sie als Kampf gegen das Judentum ansahen, festhielten. Im Freundeskreis waren sie damit zunehmend isoliert.

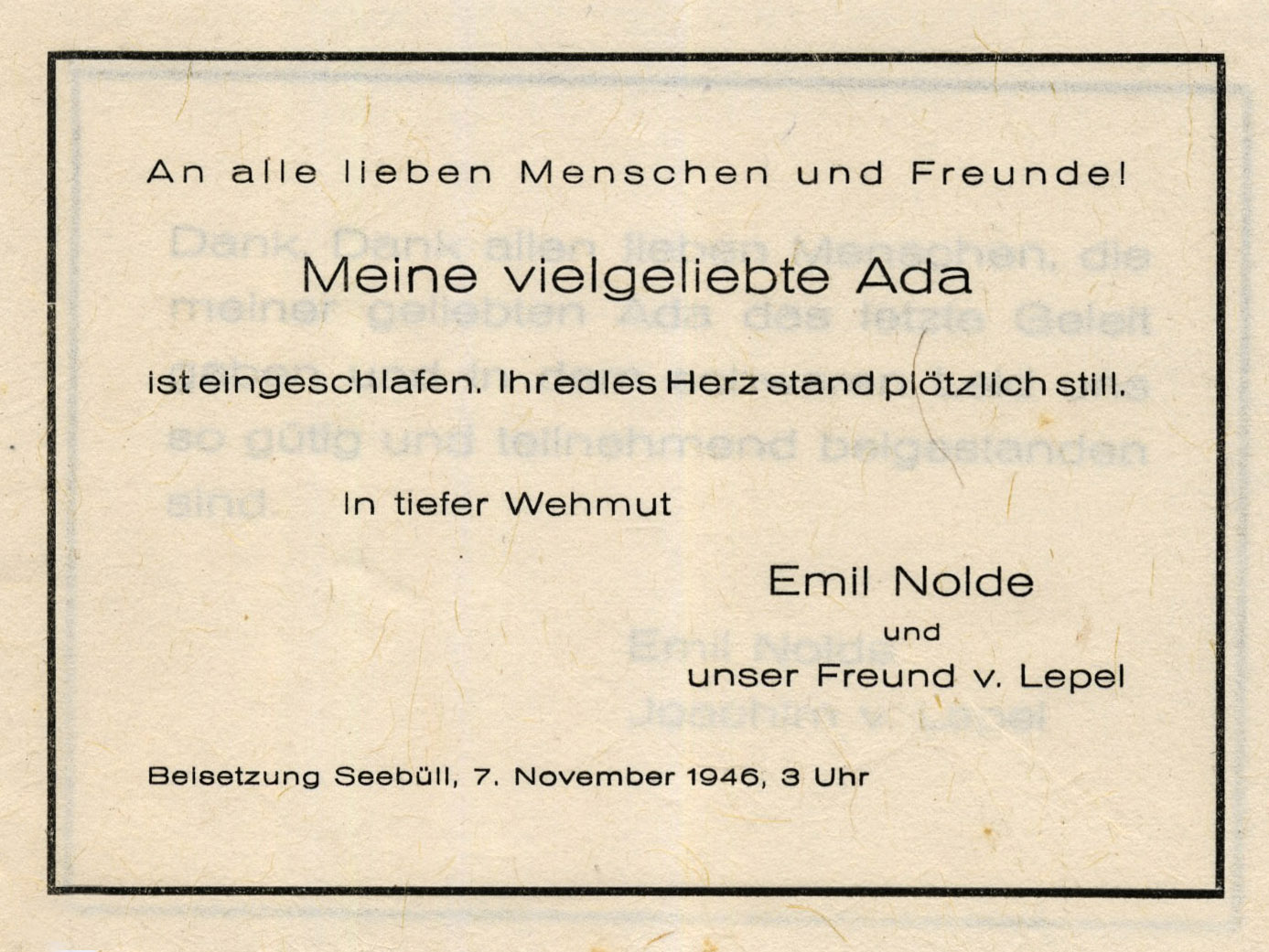
Ada Noldes Todesanzeige
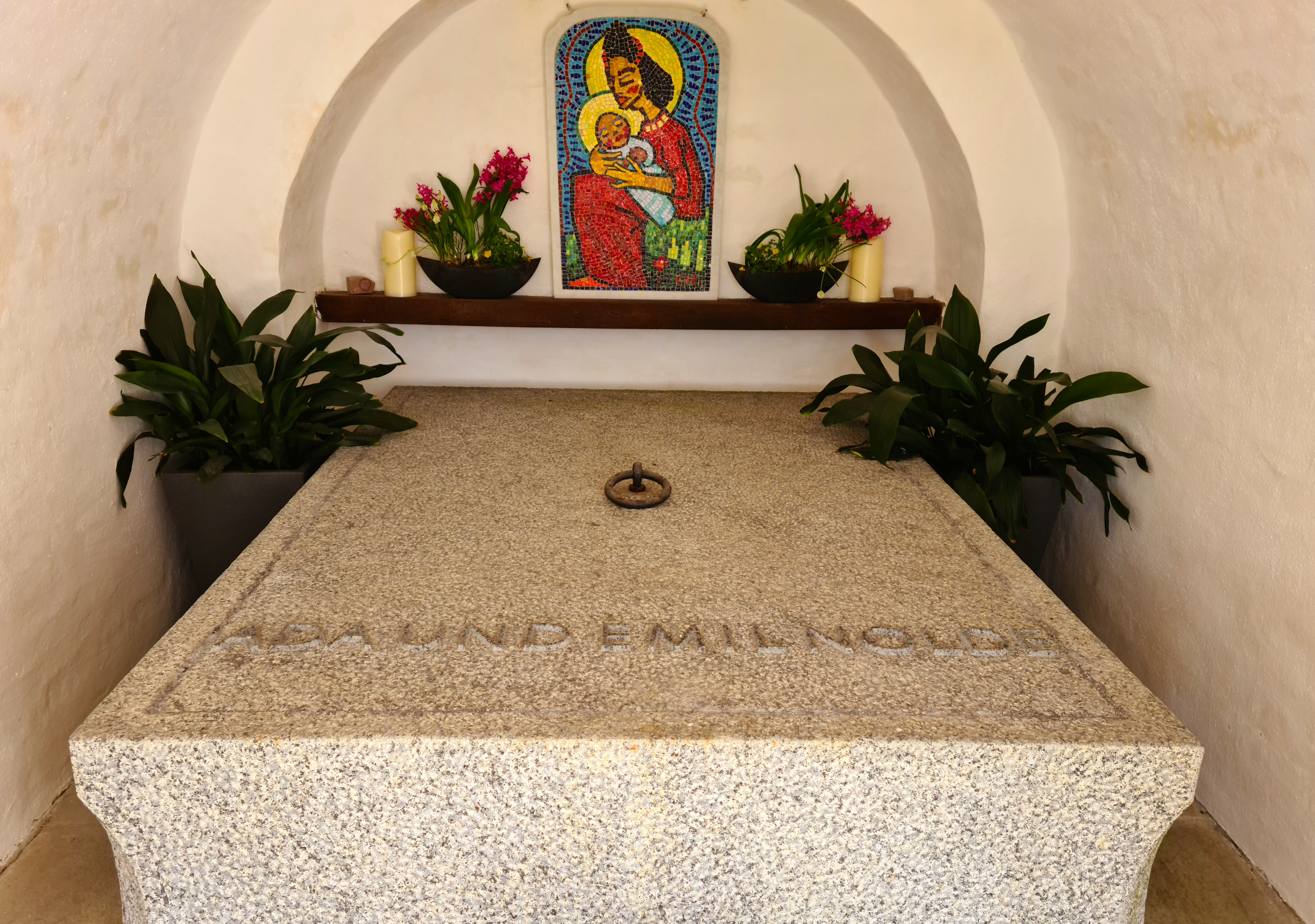
Grab von Ada und Emil Nolde in Seebüll
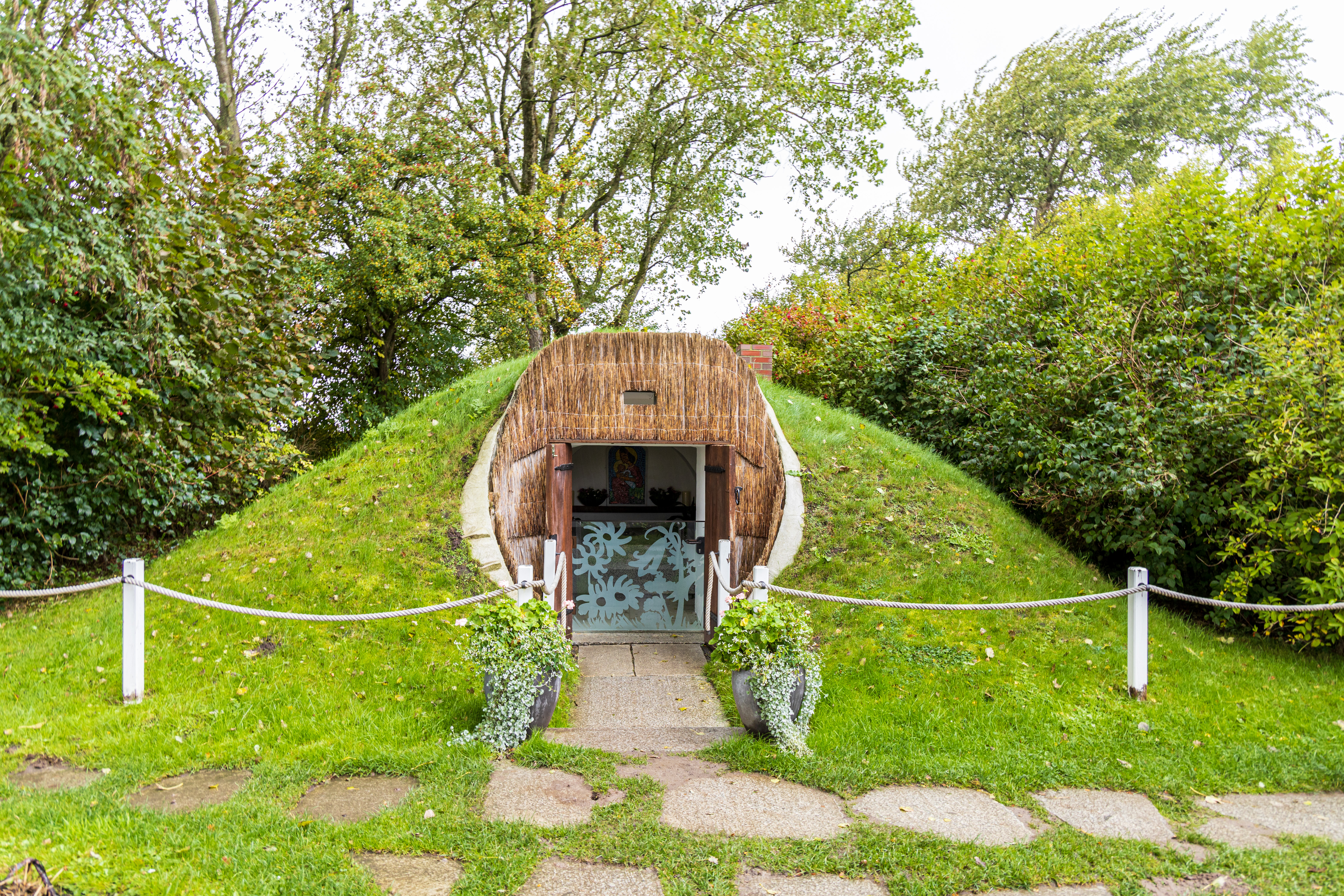
Gruft im umgebauten Erdbunker

Ada Nolde wurde wegen der zunehmenden Bombenangriffe auf Hamburg 1943 aus dem Krankenhaus entlassen und verbrachte ihre letzten Lebensjahre in Seebüll. Nach Kriegsende 1945 vernichtete Nolde viele belastende Dokumente und stilisierte sich selbst als Opfer des Nationalsozialismus. Kurz vor ihrem Tod errichteten die Eheleute testamentarisch die Stiftung Seebüll Ada und Emil Nolde, die nach Noldes Tod 1956 als rechtsfähige Stiftung bürgerlichen Rechts anerkannt wurde. Erster Direktor wurde Joachim von Lepel (1913–1962), der seit 1945 als Noldes Assistent Adas bisherige Tätigkeit übernahm.
Am 2. November 1946 besuchte Ada Nolde ihre Ärztin im Krankenhaus in Niebüll, um sich dort eine Spritze geben zu lassen. Dort starb sie am „Sekundenherztod“. Sie wurde in dem bei Kriegsbeginn angelegten Erdbunker in Seebüll beigesetzt. Über der Gruft ist ein Glasmosaik angebracht, das Nolde nach seinem 1906 geschaffenen Holzschnitt Madonna schuf.